# USS Indianapolis: Men of Courage
USS Indianapolis: Men of Courage (prt: USS Indianapolis: Homens de Coragem, ou USS Indianapolis - Homens de Coragem; bra: Homens de Coragem) é um filme de drama e ação estadunidense de 2016, baseado em fatos reais, dirigido por Mario Van Peebles, estrelado por Nicolas Cage.

## Sinopse
Na trama, Nicolas Cage é o Capitão Charles McVay, cujo navio foi atingido por torpedos no Pacífico Sul, em julho de 1945, depois de entregar peças para as primeiras bombas atômicas. Sua missão foi classificada como confidencial, de modo que o USS Indianapolis (CA-35) não foi dado como desaparecido até quatro dias depois.
Dos 1.196 tripulantes a bordo, cerca de trezentos afundaram com o navio, enquanto o resto enfrentou exposição, desidratação, intoxicação por água salgada e ataques de tubarões enquanto esperavam para obter assistência. Apenas 316 marinheiros sobreviveram, e McVay foi levado à Corte marcial, sendo então exonerado mais de meio século depois.

## Elenco
- Nicolas Cage – Charles McVay
- Tom Sizemore – McWhorter
- Thomas Jane – Ten. Adrian Marks
- Matt Lanter – Bama
- James Remar – Almirante Parnell
- Brian Presley – Waxman
- Adam Scott Miller – D'Antonio
- Mandela Van Peebles – Theodore
- Yutaka Takeuchi – Capitão Hashimoto
- Emily Tennant– Clara